# Cor Bakker (Radsportler)
Cor Bakker (* 2. September 1918 in Zaandam; † 18. Dezember 2011 ebenda) war ein niederländischer Radrennfahrer.

## Sportliche Laufbahn
Bakker war im Bahnradsport und im Straßenradsport aktiv. Noch als Amateur wurde er 1939 Vizemeister im Steherrennen. Von 1942 bis 1955 war er Unabhängiger und Berufsfahrer. 1948 gewann er eine Etappe der Ronde van Nederland. Auf der Bahn siegte er im Sechstagerennen von Barcelona 1952 mit Henk Lakeman als Partner. 1950 war er im Sechstagerennen von Münster Zweiter geworden. Bei der nationalen Meisterschaft im Straßenrennen 1942 wurde er Zweiter hinter John Braspennincx.
In der nationalen Meisterschaft im Steherrennen 1951 und 1952 wurde er hinter Jan Pronk Zweiter. 1951 wurde er Dritter bei den Europameisterschaften im Steherrennen. Bei den Bahnradsport-Weltmeisterschaften 1952 und 1953 schied er im Vorlauf des Steherrennens aus. Bakker gewann als Amateur und als Profi eine Reihe von Kriterien in Rennen im Zweier-Mannschaftsfahren.
Die Tour de France 1948 beendete er nicht. In den Rennen der Monumente des Radsports war der 6. Platz in der Flandern-Rundfahrt 1948 sein bestes Resultat.